# Ichthyophis humphreyi
Ichthyophis humphreyi é uma espécie de anfíbio gimnofiono. É apenas conhecida de uma única larva de proveniência desconhecida, mas provavelmente originada da Ásia tropical. A validade do taxon é questionável. Presume-se que o seu habitat seja subterrâneo, ocorrendo em floresta tropical húmida. A sua reprodução será talvez ovípara com ovos terrestres e larvas aquáticas.